# Melsbach
Melsbach est une municipalité du Verbandsgemeinde Rengsdorf-Waldbreitbach, dans l'arrondissement de Neuwied, en Rhénanie-Palatinat, dans l'ouest de l'Allemagne.